# Gundars Upenieks
Gundars Upenieks (* 31. März 1971 in Madona) ist ein vor allem in den 1990er Jahren aktiver lettischer Biathlet, der an vier Olympischen Winterspielen und sieben Biathlon-Weltmeisterschaften teilnahm.
Gundars Upenieks ist verheiratet und lebt in Madona und Riga. Der Polizist startete für CPSK Olympic. Sein erster Start bei einem Großereignis war im Rahmen der Olympischen Winterspiele 1992 in Albertville. Im Sprint wurde der Lette 44., in der Verfolgung 35. und gemeinsam mit Oļegs Maļuhins, Aivars Bogdanovs und Ilmārs Bricis als Schlussläufer im Staffelwettbewerb 16. Im darauf folgenden Jahr trat Upenieks in Borowez erstmals bei einer Weltmeisterschaft an und lief mit der Staffel auf den 18. Platz. Erstmals in die Weltcup-Punkteränge lief er als 19. des Einzels im Rahmen der Olympischen Spiele 1994 in Lillehammer. Zudem wurde er mit der Staffel in derselben Besetzung wie zwei Jahre zuvor erneut 16. Die WM 1995 in Antholz brachte einen 48. Platz im Einzel, 1996 in Ruhpolding wurde er 28. im Einzel und 32. im Sprint, 1997 belegte er mit Platz 60 im Sprint von Osrblie sein schlechtestes WM-Ergebnis. Auch die Olympischen Winterspiele 1998 von Nagano brachten im Einzel nur einen 66. Platz. Besser verlief der Staffelwettbewerb, mit Maļuhins, Bricis und Nākums erreichte Upenieks den sechsten Platz und damit sein Bestes olympisches Resultat.
Eine noch bessere Platzierung konnte Upenieks bei den Biathlon-Weltmeisterschaften 1999 von Kontiolahti als Staffelfünfter in der vorjährigen olympischen Besetzung erreichen. Auch im Sprint erreichte der Lette mit dem 14. Platz eines seiner besten Weltcup-Resultate, in der Verfolgung fiel er auf den 31. Platz zurück. Beim am Holmenkollen in Oslo ausgetragenen Einzel lief er auf Platz 51. Dort fand auch 2000 das WM-Einzel statt, Upenieks wurde 42., mit der Staffel in Lahti Sechster. Zuvor gewann er bei den Sommerbiathlon-Weltmeisterschaften 2000 in Chanty-Mansijsk gemeinsam mit Maļuhins, Bricis und Nākums mit Staffelgold seine erste internationale Medaille. Letzte WM wurden die Wettkämpfe 2001 von Pokljuka mit Rang 56 im Einzel und neun im Staffelrennen. Letzte Olympische Spiele wurden die Winterspiele 2002 von Salt Lake City. Der Lette trat in Einzel und Sprint an, wo er 71. und 65. wurde. sowie im Staffelrennen, wo die lettische Staffel 17. wurde. In der olympischen Saison erreichte Upenieks als 12. eines Einzels in Osrblie sein bestes Biathlon-Weltcup-Resultat. Zum Abschluss der Karriere wurden die Biathlon-Europameisterschaften 2002 in Kontiolahti. Bestes Ergebnis wurde ein dritter Rang mit Maluhins, Bricis und Nakums im Staffelwettbewerb.

## Biathlon-Weltcup-Platzierungen
Die Tabelle zeigt alle Platzierungen (je nach Austragungsjahr einschließlich Olympische Spiele und Weltmeisterschaften).
- 1.–3. Platz: Anzahl der Podiumsplatzierungen
- Top 10: Anzahl der Platzierungen unter den ersten zehn (einschließlich Podium)
- Punkteränge: Anzahl der Platzierungen innerhalb der Punkteränge (einschließlich Podium und Top 10)
- Starts: Anzahl gelaufener Rennen in der jeweiligen Disziplin

| Platzierung                                | Einzel | Sprint | Verfolgung | Massenstart | Team | Staffel | Gesamt |
| ------------------------------------------ | ------ | ------ | ---------- | ----------- | ---- | ------- | ------ |
| 1. Platz                                   |        |        |            |             |      |         |        |
| 2. Platz                                   |        |        |            |             |      |         |        |
| 3. Platz                                   |        |        |            |             |      |         |        |
| Top 10                                     |        |        |            |             |      | 9       | 9      |
| Punkteränge                                | 3      | 2      | 1          |             | 1    | 23      | 30     |
| Starts                                     | 36     | 55     | 10         |             | 1    | 23      | 125    |
| Stand: Daten möglicherweise nicht komplett |        |        |            |             |      |         |        |